# DirectX
Microsoft DirectX est une collection de bibliothèques destinées à la programmation d’applications multimédia, plus particulièrement de jeux ou de programmes faisant intervenir de la vidéo, sur les plates-formes Microsoft et Sony (Xbox, PlayStation 2, PlayStation 3, PlayStation 4, systèmes d’exploitation Windows).

## Les différentes bibliothèques
À l’origine le nom de chacune de ces bibliothèques commençait par Direct, par exemple : Direct3D, DirectDraw, DirectMusic, DirectPlay, DirectSound et ainsi de suite. DirectX étant le nom générique faisant référence à l’ensemble de ces technologies. Avec le temps cette convention de nommage est un peu tombée en désuétude, le X prenant l’ascendant des technologies intitulées Xact, Xinput et qui ont rejoint la grande famille des technologies DirectX. Ainsi lorsque Microsoft s’est lancé dans le développement d’une console faisant un usage intensif de ces technologies, le X était prédominant ce qui a pu conduire au nom Xbox (et par la suite Xbox 360, l'Xbox One et puis la Xbox Series X et S).
Direct3D (la bibliothèque permettant de faire de la 3D temps réel) est largement utilisée dans le développement de jeux pour la plate-forme Microsoft Windows, pour Xbox et Xbox 360. Direct3D est aussi utilisé pour d’autres type d’applications s’appuyant sur des graphismes en 3D de haute qualité pour visualiser des données complexes, par exemple dans le secteur de la CAO/DAO bien que son concurrent OpenGL soit dans ce domaine mieux implanté car existante sur bien plus de plates-formes. Direct3D étant peut-être une des technologies DirectX les plus reconnues, il n’est pas rare de voir le nom DirectX utilisé en lieu et place de Direct3D.
La multitude des composants DirectX existe sous deux formes. L’une uniquement destinée à faire tourner les applications développées en utilisant ces technologies (les runtime components), l’autre étant un kit de développement à l’usage des développeurs. Initialement, les composants destinés à l’exécution des applications étaient redistribués avec les jeux qui en faisaient usage ; sur les versions récentes, ils se trouvent aussi préinstallés avec Windows. Le SDK est quant à lui proposé en téléchargement gratuit à partir du site de développement de Microsoft (MSDN). La partie runtime est propriétaire et les sources ne sont pas accessibles. Les sources des exemples du SDK sont disponibles avec celui-ci.

### Version
| Sorties principales |            |
| 1995                | DirectX 1  |
| 1996                | DirectX 2  |
| 1996                | DirectX 3  |
| 1997                | DirectX 5  |
| 1998                | DirectX 6  |
| 1999                | DirectX 7  |
| 2000                | DirectX 8  |
| 2001                |            |
| 2002                | DirectX 9  |
| 2003                |            |
| 2004                |            |
| 2005                |            |
| 2006                | DirectX 10 |
| 2007                |            |
| 2008                |            |
| 2009                | DirectX 11 |
| 2010                |            |
| 2011                |            |
| 2012                |            |
| 2013                |            |
| 2014                |            |
| 2015                | DirectX 12 |

Les versions de Direct3D 9Ex et 10 étaient utilisées par Windows Vista. Ces deux versions faisaient usage de fonctionnalités propres au nouveau modèle de pilote Windows Display Driver Model apparu avec Windows Vista. La nouvelle infrastructure graphique de Windows supporte la virtualisation du matériel graphique vis-à-vis de multiples applications et services par exemple le Desktop Window Manager (le gestionnaire de desktop de Vista lorsque Aero est activé). Précédemment avec Windows XP, les applications avaient un accès exclusif à la carte graphique et pouvaient accaparer les ressources de celle-ci.
Sur PC, DirectX est actuellement[Quand ?] en version 12 sur Windows 10, version 11 pour Windows 7, pour Windows Vista et Windows Server 2008 et 9.0c pour toutes les versions antérieures de Windows.

## Composants
Les composants constituant DirectX sont : 
- DirectX Graphics, lui-même constitué de plusieurs API : 
  - DirectDraw : destiné aux graphismes en deux dimensions. Cette partie n’est plus mise à jour mais reste utilisée par un grand nombre de jeux. Cette bibliothèque est considérée comme obsolète (deprecated), remplacée par Direct2D.
  - Direct2D (en) : remplace, en plus complet, DirectDraw. Disponible pour Windows 7, et pour Vista sous forme de mise à jour.
  - DirectWrite : pour les polices. Offre notamment un anticrénelage bidirectionnel. Disponible pour Windows 7, et pour Vista sous forme de mise à jour.
  - Direct3D (D3D) : Pour les graphismes 3D.
  - DXGI (en) : Pour énumérer les cartes et les écrans et gérer les swap chains pour DirectX 10 et au-dessus.
- DirectInput : permet de gérer les entrées utilisateur de nombreux matériels comme les claviers, souris et joysticks ou tout autre matériel connectable à un PC, destiné au monde du jeu et disposant des pilotes adaptés. Cette API est obsolète depuis la version 8.
- Xinput : gère les entrées manette Xbox 360. API de nouvelle génération qui remplace DirectInput. Supporté par les contrôleurs compatibles avec la Xbox 360.
- DirectPlay : facilite la communication sur un réseau local ou non. N’est plus mis à jour depuis la version 8[1].
- DirectSound : permet de jouer et d’enregistrer des sons au format PCM. DirectSound3D (DS3D) : permet de jouer des sons positionné dans un espace 3D. Cette API est obsolète.
- Xaudio : API sonores remplaçant DirectSound. Tire parti de la vitesse des microprocesseurs modernes afin de mixer un très grand nombre de canaux.
- XAct (en) : API sonore haut niveau, construite à partir de Xaudio, permet de faciliter la programmation du son, avec notamment son propre format de banque sonore.
- DirectMusic (en) : pour jouer des morceaux produit à l’aide de l’outil DirectMusic Producer.
- DirectX Media (en) : comprend DirectAnimation pour l’animation web 2D. N’est plus mis à jour.
- DirectShow : pour manipuler les contenus multimédia, audio et vidéo, streamé ou non. Depuis avril 2005, DirectShow ne fait plus partie du SDK DirectX et a été déplacé dans le Platform SDK.
- DirectX Transform pour des effets web, et Direct3D Retained Mode pour faire de la 3D avec une API de plus haut niveau. DirectShow contient aussi DirectX plugins pour effectuer des opérations sur les signaux audio et DirectX Video Acceleration (en) (DXVA) pour bénéficier d’une décompression matérielle des contenus vidéo compressés.
- DirectX Media Objects (de) : composants additionnels pour des applications en rapport avec les streaming, encodeurs, décodeurs, effets.
- DirectSetup (zh) : permet de faciliter le déploiement des composants DirectX. Les fonctionnalités proposées par DirectX sont exposées sous forme d’interfaces et objet COM. Par ailleurs, des objets managés ont aussi été créés au-dessus de certaines parties de DirectX, comme managed DirectX (s’appuyant sur Direct3D 9 et des portions de DirectSound) ainsi que la bibliothèque graphique de XNA[2].
- Direct Compute (en) : API apparue lors du lancement de DirectX 10, visant à utiliser la puissance de calcul des GPU de dernière Génération[Quand ?] (ATI HD---- ou Nvidia GT- ---). La parallélisation massive des instructions des GPU graphiques permettant d'accélérer singulièrement les traitements/calculs lourds, en termes de « temps », pour un CPU classique. Des bibliothèques de programmation telles que « CUDA », « ATI Stream » ou encore « OpenCL », ont été mises à disposition des développeurs. Voir  GPGPU
- DirectML une API pour l'apprentissage automatique[3]

## Historique

### Jusqu'à DirectX 9

Logo de DirectX 9.

En 1994, Microsoft était sur le point de lancer son système d’exploitation, Windows 95. Un des facteurs déterminants du succès de tout système d’exploitation (OS) reste la gamme des logiciels qu’il permet d’exécuter. Trois employés de Microsoft — Craig Eisler, Alex St. John et Eric Engstrom — étaient alors de fait assez préoccupés qu’un certain nombre de développeurs semblaient penser que l’OS précédent de Microsoft, MS-DOS, constituait une meilleure plate forme pour les jeux, ce qui pouvait signifier que moins de jeux seraient développés pour Windows 95 avec l’impact négatif sur le succès de ce système d’exploitation que cela pouvait impliquer.
MS-DOS permettait un accès direct à la carte vidéo, au clavier, à la souris, aux cartes sons, et à d’autres parties du système contrairement à Windows 95 qui introduisait des notions d’espace d’adressage propre à chaque processus. Microsoft se devait donc de fournir aux développeurs ce qu’ils voulaient ; par ailleurs, il était nécessaire de le fournir rapidement, la date de sortie du nouveau système d’exploitation n’étant plus distante que de quelques mois. Eisler, St. John et Engstrom se mirent alors à travailler sur la solution à ce problème qu’ils appelèrent DirectX.
La première version de DirectX fut livrée au public en septembre 1995 sous l’appellation de Windows Games SDK. Il s’agissait du remplaçant pour Win32 de DCI (cs) et de l’API WinG disponible pour Windows 3.1. Une équipe de développement d’ATI Technologies soumit à l’attention de Microsoft un certain nombre de technologies graphiques spécifiques au monde du jeu. Le développement de DirectX fut conduit par l’équipe de Eisler (chef développeur), St. John et Engstrom (gestion de projet). Pour résumer, il permit à toutes les versions de Windows depuis Windows 95 de bénéficier de capacités multimédia performantes. Eisler a écrit sur son blog sur la frénésie avec laquelle les versions de DirectX 1 à 5 furent réalisés.
Avant l’existence de DirectX, Microsoft avait déjà inclus le support d’OpenGL sur  Windows NT. À cette époque, OpenGL nécessitait du matériel haut de gamme qui restait réservé aux utilisateurs disposant de moyens financiers importants comme dans le monde de l’industrie et plus généralement les utilisateurs de système CAO. Direct3D (introduit par Eisler, Engstrom et St. John comme une alternative à l’OpenGL de SGI) était destiné à être une technologie compagnon plus légère et spécialisée pour les jeux. La puissance des cartes graphiques et des ordinateurs évoluant rapidement, OpenGL devint de son côté un standard de fait et une technologie accessible à tous. À ce moment-là, l’affrontement a pu faire rage entre les supporters de chacune des deux API, l’initiative de Microsoft étant perçue comme une volonté de marginaliser l’utilisation d’OpenGL (voir Fahrenheit[Quoi ?] ou Direct3D vs. OpenGL). Quoi qu’il en soit, OpenGL est parfois utilisé conjointement à certaines API DirectX : en effet, OpenGL est le pendant de Direct3D et n’inclut pas nécessairement des fonctionnalités permettant de gérer les entrées clavier ou souris ou le son. Ce même si aujourd’hui[Quand ?] des bibliothèques comme SDL remplissent aussi ces besoins et sont aussi largement utilisées.[réf. nécessaire]
Dans sa version console, DirectX a été utilisé comme une épine dorsale des API proposés pour développer sur Xbox et Xbox 360. L’API fut développé conjointement par Microsoft et Nvidia, qui fournissait le matériel graphique présent sur la Xbox originale. L’API disponible pour cette version de la Xbox était peu ou prou équivalent à DirectX 8.1, elle portait le nom DirectXbox, ce qui fut raccourci en Xbox pour obtenir le nom commercial.
En 2002, Microsoft livrait DirectX 9 qui bénéficiait d’un support pour des shaders plus long et la version 2.0 des vertex shaders. Depuis, Microsoft n’a cessé de faire évoluer DirectX 9 en ajoutant par exemple le support du shader model 3.0 avec la version DirectX 9.0c, livrée en août 2004.
En avril 2005, DirectShow a été déplacé du SDK DirectX vers Microsoft Platform SDK. En revanche, DirectX est toujours nécessaire pour compiler les exemples DirectShow.

### DirectX 10
DirectX 10 est une mise à jour majeure de l’API DirectX. Disponible uniquement à partir de Windows Vista, les versions antérieures de Windows ne peuvent exécuter des applications s’appuyant exclusivement sur cette version de l’API. Les changements introduits par DirectX 10 sont profonds, mais seule la partie Direct3D est réellement concernée par ceux-ci.
De nombreuses parties de l'API DirectX sont considérées comme désuètes dans la dernière version du SDK et ne sont plus présentes que pour des questions de compatibilité : DirectInput s’efface au profit de XInput, DirectSound en faveur de XACT et Xaudio2 et perd son accès direct au matériel sur Windows Vista. En effet, la nouvelle pile audio de Vista introduit une nouvelle API intitulé WASAPI sur laquelle les fonctionnalités de DirectSound ont été redirigées. La bibliothèque DirectPlay DPLAY.dll a aussi disparu et a été remplacée par une bibliothèque intitulée dplayx.dll.
Pour des raisons de compatibilité, plusieurs versions de Direct3D sont installées sur Windows Vista :

Direct3D 9 offre les mêmes fonctionnalités que la version de Direct3D 9 disponible pour Windows XP. Ce sera la seule version disponible tant qu’un pilote Windows Display Driver Model n’aura pas été installé avec Vista, par exemple juste après une mise à jour alors que seul un XP graphic driver (XPDM) est présent.
Direct3D 9Ex (aussi connu comme 9.0L ou 9.L, le L faisant référence à Longhorn, nom de code de Windows Vista utilisé avant sa sortie) : Cette version permet de bénéficier de certaines fonctionnalités introduites par l’utilisation des pilotes WDDM tout en maintenant la compatibilité avec les applications écrites pour Direct3D 9. L’interface Windows Aero s’appuie sur D3D 9Ex et utilise certaines des fonctionnalités non présentes dans Direct3D 9 comme la possibilité de partager des surfaces DirectX entre plusieurs processus.
Direct3D 10 : Destiné à fournir l’accès le plus direct et le plus total aux cartes graphiques modernes par le biais du nouveau modèle de pilote WDDM. Cette version contient un nombre important de nouvelles fonctionnalités comme la possibilité d’utiliser le langage HLSL dans sa version Shader Model 4.
Direct3D 10.1 est quant à elle une mise à jour mineure de Direct3D 10 qui est distribué et nécessite le Service Pack 1 de Windows Vista. Cette version ajoute quelques fonctionnalités supplémentaires permettant de donner plus de contrôle aux développeurs sur la qualité de l’image obtenue. Cette version a ses propres prérequis et nécessite le support du Shader Model 4.1 des opérations à virgule flottante sur 32 bits.
DirectX 10.1 continue d’utiliser pleinement les cartes compatibles DirectX 10, mais pour bénéficier de l’ensemble des nouvelles fonctionnalités, il faut bénéficier d’une carte adéquate.

### DirectX 11
Microsoft a dévoilé DirectX 11 à la 'Gamefest 08' de Seattle, avec les caractéristiques prévues incluant le support GPGPU DirectCompute (en)), le Direct3D 11 avec tessellation, ainsi que l'amélioration du multi-threading, pour aider les développeurs de jeux vidéo à réaliser des logiciels multi-core. Direct3D 11 tourne sur Windows Vista et Windows 7. Il fonctionne également sur les versions suivantes. Des éléments des nouvelles API comme le 'multi-threaded resource handling' peut être supporté par les matériels Direct3D 9/10/10.1. La tessellation matérielle ainsi que le 'Shader Model 5.0' nécessite Direct3D 11. Microsoft a depuis mis à jour Direct3D 11. Direct3D 11 est un sur-ensemble de Direct3D 10.1 — toutes les caractéristiques de la version 10.1 y sont présentes, les nouvelles fonctionnalités ne sont disponibles que lorsque c'est nécessaire. Ceci pour une meilleure compatibilité.
DirectX 11.1 est présent dans Windows 8. Il supporte WDDM 1.2 pour de meilleures performances, propose une intégration améliorée de Direct2D, Direct3D, DirectCompute, et inclut DirectXMath, XAudio2 (en), ainsi que des bibliothèques XInput framework XNA. Il comprend également le support 3D stéréoscopique.
DirectX 11.2 est une exclusivité Windows 8.1. Cette évolution de l'API apporte le support de WDDM 1.3, un partage dynamique des ressources entre les différentes mémoires de l'ordinateur (nommé Tiled resources) ainsi que d'autres évolutions mineures.
DirectX 11.3 est une nouvelle évolution de l'API qui dispose de certaines fonctions de DirectX 12, surtout au niveau de Direct3D.

### DirectX 12
Le 6 mars 2014, Microsoft a officialisé l'annonce de DirectX 12 lors de la Game Developers Conference du 17 au 21 mars à San Francisco. Cette version de DirectX est disponible sur Windows 10, Xbox One et PlayStation 4 et propose un accès plus bas niveau aux ressources du circuit graphique dans le but d'offrir de meilleures performances et une consommation d'énergie réduite. Le moyen utilisé étant de faciliter la répartition des ressources utilisées, pour mieux exploiter les multi-processus et les multi-cartes graphiques.
DirectX 12 est supporté par tous les GPU de Nvidia à partir de Fermi, sur les puces d'AMD basées sur GCN et sur les GPU Intel à partir de Haswell.
DirectX Raytracing (en) (DXR) a été annoncé en mars 2018, capable d'effectuer du ray tracing en temps réel sur les GPU qui le supportent et l'API DXR a été ajoutée dans la mise à jour de Windows 10 d'octobre 2018.
Le 20 mai 2020, Microsoft a annoncé le portage de DirectX 12 sur Linux, dont le code source est en Open Source et en libre consultation.

#### DirectX 12 Ultimate

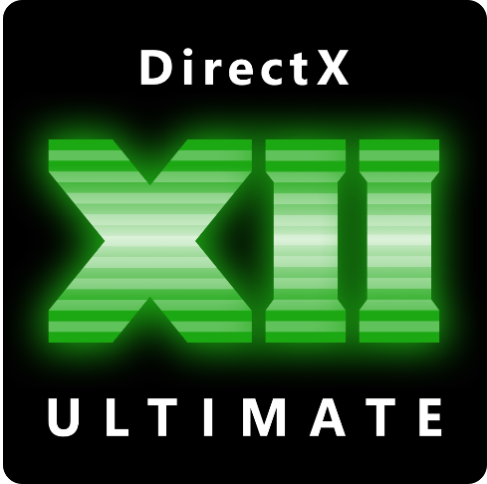
Logo de DirectX 12 Ultimate.

Microsoft a annoncé DirectX 12 Ultimate en mars 2020. DirectX 12 Ultimate réunira sous une même bibliothèque les ordinateurs sous Windows 10 ainsi que les Xbox Series X et autres consoles Xbox de neuvième génération. Les nouvelles fonctionnalités d'Ultimate comprennent notamment DirectX Raytracing 1.1 (en), le Variable Rate Shading, qui donne aux programmeurs le contrôle du niveau de détail du shading selon des choix de conception, les Mesh Shaders et le Sampler Feedback,.

## Portages hors Microsoft
Bien que DirectX soit une API conçue pour le système d'exploitation Windows, il existe des pilotes et des bibliothèques logicielles qui fournissent une partie de son API sur d'autres systèmes d'exploitation comme :
- Wine : qui permet à des programmes conçus pour fonctionner sous Windows de fonctionner aussi sous Linux ou Mac OS X en redirigeant entre autres les appels Direct3D vers OpenGL.
- Gallium3D : qui propose l'API de Direct3D 9 de manière native sous n'importe quel système d'exploitation sous réserve qu'un pilote Gallium3D soit présent sur le système cible.

## Versions
| Version | Version | Version             | Date de sortie    |
| Majeur  | Mineur  | Code de version     | Date de sortie    |
| ------- | ------- | ------------------- | ----------------- |
| 1       | 1.0     | 4.02.0095           | 30 septembre 1995 |
| 2       | 2.0     | 4.03.00.1096        | 1996              |
| 2       | 2.0a    | 4.03.00.1096        | 5 juin 1996       |
| 3       | 3.0     | 4.04.00.0068        | 15 septembre 1996 |
| 3       | 3.0     | 4.04.00.0069        | 1996              |
| 3       | 3.0a    | 4.04.00.0070        | Décembre 1996     |
| 3       | 3.0b    | 4.04.00.0070        | Décembre 1996     |
| 4       | 4.0     | Jamais sortie       | Jamais sortie     |
| 5       | 5.0     | 4.05.00.0155 (RC55) | 16 juillet 1997   |
| 5       | 5.2     | 4.05.01.1600 (RC00) | 5 mai 1998        |
| 5       | 5.2     | 4.05.01.1998 (RC0)  | 25 juin 1998      |
| 6       | 6.0     | 4.06.00.0318 (RC3)  | 7 août 1998       |
| 6       | 6.1     | 4.06.02.0436 (RC0)  | 3 février 1999    |
| 6       | 6.1a    | 4.06.03.0518 (RC0)  | 5 mai 1999        |
| 7       | 7.0     | 4.07.00.0700        | 22 septembre 1999 |
| 7       | 7.0     | 4.07.00.0700        | 17 février 2000   |
| 7       | 7.0a    | 4.07.00.0716        | 8 mars 2000       |
| 7       | 7.0a    | 4.07.00.0716        | 2000              |
| 7       | 7.1     | 4.07.01.3000 (RC1)  | 14 septembre 2000 |
| 8       | 8.0     | 4.08.00.0400 (RC10) | 12 novembre 2000  |
| 8       | 8.0a    | 4.08.00.0400 (RC14) | 5 février 2001    |
| 8       | 8.1     | 4.08.01.0810        | 25 octobre 2001   |
| 8       | 8.1     | 4.08.01.0881 (RC7)  | 8 novembre 2001   |
| 8       | 8.1a    | 4.08.01.0901 (RC?)  | 2002              |
| 8       | 8.1b    | 4.08.01.0901 (RC7)  | 25 juin 2002      |
| 8       | 8.2     | 4.08.02.0134 (RC0)  | 2002              |
| 9       | 9.0     | 4.09.00.0900 (RC4)  | 19 décembre 2002  |
| 9       | 9.0a    | 4.09.00.0901 (RC6)  | 26 mars 2003      |
| 9       | 9.0b    | 4.09.00.0902 (RC2)  | 13 août 2003      |
| 9       | 9.0c    | 4.09.00.0903        |                   |
| 9       | 9.0c    | 4.09.00.0904        | 4 août 2004       |
| 9       | 9.0c    | 4.09.00.0904        | 6 août 2004       |
| 9       | 9.0c    | 4.09.00.0904 (RC0)  | août 2005         |
| 9       | 9.0c    | 4.09.00.0905 (RC0)  | novembre 2008     |
| 9       | 9.0c    | 4.09.00.0906 (RC0)  | mars 2009         |
| 9       | 9.0c    | 4.09.00.090? (RC0)  | juin 2010         |
| 10      | 10.0    | 6.00.6000.16386     | 30 novembre 2006  |
| 10      | 10.1    | 6.00.6001.18000     | 18 mars 2008      |
| 11      | 11      | 6.01.7600.16385     | 22 juillet 2009   |
| 11      | 11      | 6.01.7601.17514     | 6 février 2011    |
| 11      | 11.1    | 6.02.9200.16384     | 1er août 2012     |
| 11      | 11.2    | 6.03.9600.16384     | 17 octobre 2013   |
| 12      | 12      | 10.00.10586.0000    | 29 juillet 2015   |
| 12      | 12      | 10.00.14393.0000    | 24 août 2016      |
| 12      | 12      | 10.00.15063.0000    | 5 avril 2017      |
| 12      | 12      | 10.00.17134.0001    | 10 avril 2018     |
| 12      | 12      | 10.00.17763.0001    | 2 octobre 2018    |
| 12      | 12      | 10.00.18362.0387    | novembre 2019     |

## Compatibilité
Des API comme Direct3D et DirectSound interagissent directement avec le matériel par le biais de pilotes. Les fabricants de matériel doivent écrire ces pilotes pour une version spécifique du DirectX ‘Device Driver Interface’ (ou DDI). Des versions anciennes de DirectX incluaient un certain nombre de mises à jour de pilotes DirectX mais cette pratique fut abandonnée au profit de Windows Update qui peut permettre aux utilisateurs de télécharger uniquement les pilotes propres à leur matériel.
Les versions antérieures à DirectX 10 étaient vouées à être compatibles avec des pilotes anciens, il était possible d’utiliser des versions plus récentes de DirectX avec des pilotes écrits pour supporter une version plus ancienne du DDI. Par exemple, un jeu s’appuyant sur Direct3D 9 pouvait fonctionner sur une machine équipée d’une carte n’ayant qu’un pilote développé à l’époque de DirectX 6. Par contre avec DirectX 10 sur Vista, compte tenu de l’ampleur des changements et du fait que certaines fonctionnalités exposées par l’API ne sont disponibles que grâce au nouveau modèle de pilote, il est impossible d’utiliser une application développée pour cette version de DirectX sans pilote correspondant au nouveau modèle de pilote WDDM. Plusieurs versions de DirectX sont préinstallées avec de nombreuses versions de Windows de façon à supporter des applications écrites avec des versions anciennes de cette API tant que celles-ci n’ont pas été réécrites pour la version la plus récente et continuent d’être utilisées.

## .Net Framework
En 2002, Microsoft mettait à disposition des développeurs une version du SDK DirectX amenant des assembly .Net permettant d’utiliser DirectX à partir de code managé, que cela soit en managed C++ (en), C# ou tout autre langage supporté par le Framework .Net. Ces assembly étaient regroupés sous l’appellation « Managed DirectX » (ou MDX), et permettait d’obtenir des performances qui n’avaient pas nécessairement à rougir de la comparaison avec ce qu’il était possible d’obtenir en C++ natif. En décembre 2005, février 2006, avril 2006 et août 2006, Microsoft mis à disposition des développeurs des mises à jour successives de cette technologie pour aboutir à la version 2.0 qui n’a jamais existé que sous la forme d’une version bêta ayant expiré le 5 octobre 2006.
Au cours de la GDC de 2006, Microsoft présenta le Framework XNA GSE, voué à être la nouvelle bibliothèque permettant aux développeurs souhaitant réaliser des jeux en utilisant un langage .Net d’accéder aux fonctionnalités DirectX. Ce Framework a par ailleurs pour objectifs de faciliter leur travail en regroupant des fonctionnalités qui pouvaient se trouver au préalable éparpillées dans des assembly différents. Ce Framework supporte aussi l’exécution des applications produites sur Xbox 360. La version RTM fut livrée le 11 décembre 2006, sous la forme d’un paquet téléchargeable gratuitement. Contrairement à DirectX ou à Managed DirectX, les composants du Framework XNA GSE ou les API issues de la Xbox 360 (XInput, XACT, etc.) ne sont pas préinstallés avec aucune version de Windows, aussi il est recommandé de les installer en même temps que tout jeu en faisant usage.
Au début de 2013, Microsoft annonce la fin du développement de XNA et son retrait du programme de certification MVP (Most Valuable Professionals) le 1er avril 2014. La communauté open source prend alors le relai avec des framework tel que MonoGame (étant une implémentation open source de XNA) et des API comme SharpDX faisant des appels à du code natif DirectX (comme le faisait MDX).

## 64 bits & 32 bits
Le système DirectX est compatible avec tous les systèmes d'exploitations Microsoft, 32 bits (x86), et 64 bits (x64).

## Alternatives
Il existe plusieurs bibliothèques qui couvrent souvent une partie des fonctionnalités de DirectX. Utiliser une combinaison de celles-ci peut permettre d’obtenir le même ensemble de fonctionnalités que DirectX, on peut citer SDL, Allegro, OpenMAX, OpenML, OpenGL, OpenAL, Vulkan, FMOD, etc. Ces bibliothèques peuvent présenter l’avantage de permettre de développer des applications portables sur d’autres systèmes d’exploitation que Windows. Ces bibliothèques sont pour la plupart issues de projets open source.
D’autres projets, comme une partie de Wine, visent à fournir une implémentation alternative du même ensemble de fonctionnalités. Les développeurs de ReactOS ont pour projet de réimplémenter DirectX sous le nom de « ReactX ».